# Monostrato

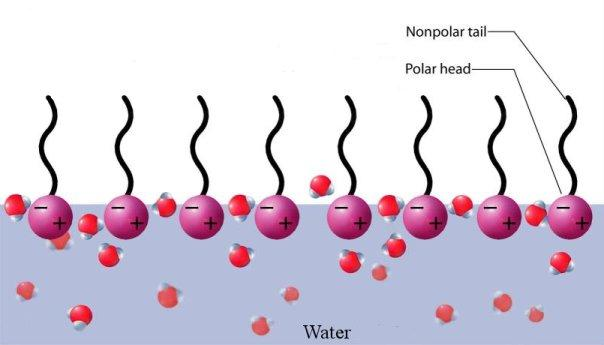
Disposizione delle molecole di un surfattante in acqua

Un monostrato è un singolo strato di atomi o molecole strettamente impacchettato.
Un classico esempio di monostrato è rappresentato da specie organiche anfifiliche che possiedono una testa idrofila e una coda idrofoba: queste, in acqua, tendono a disporsi in modo caratteristico con la testa immersa nel mezzo acquoso mentre la coda viene allontanata dalle forze rupulsive idrofobe (monostrato di Langmuir). Un tale aggregato di molecole è in grado di originare le micelle. Trasportando il monostrato su una fase solida è possibile ottenere il film di Langmuir-Blodgett. Un monostrato di Gibbs (solubile) si forma invece sull'interfaccia di una delle fasi in cui un composto è solubile.
Si parla di monostrato anche in certi ambiti tecnologici riguardanti la deposizione di rivestimenti su alcuni materiali.
I monostrati sono riscontrati anche in biologia, come nel caso del doppio strato fosfolipidico della membrana cellulare che può considerarsi costituito da due monostrati.

## Biologia cellulare
Nell'ambito delle colture cellulari, il monostrato si riferisce a uno strato di cellule in cui nessuna cellula cresce l'una sopra all'altra, ma crescono tutte accanto e spesso toccandosi fra loro sulla stessa superficie di crescita.